# B330

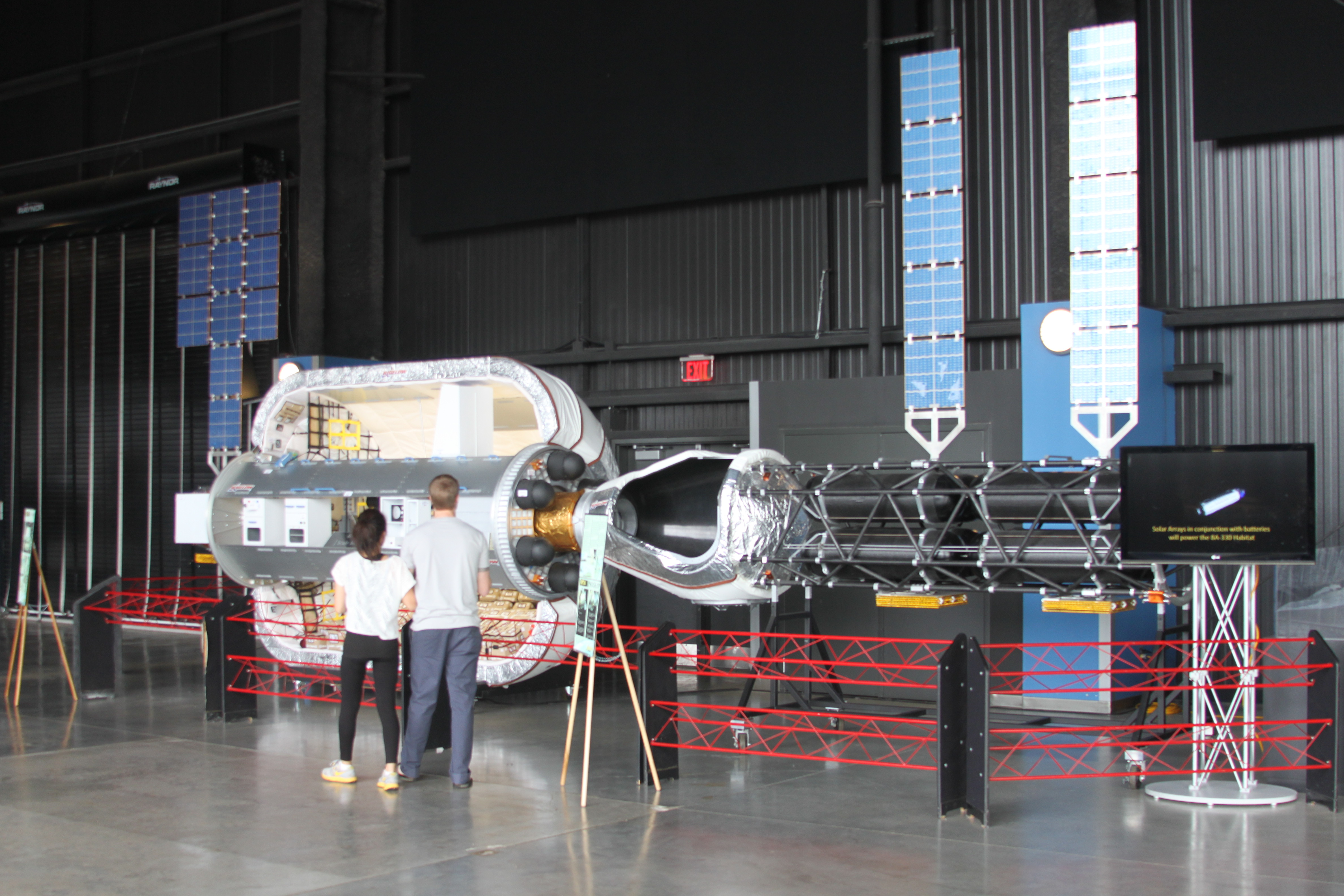
Pomniejszony model modułu B330 w przekroju (2012)

B330 (wcześniejsze nazwy: Nautilus, BA 330) – podstawowy moduł projektowanej stacji kosmicznej firmy Bigelow Aerospace. Planowany jako nadmuchiwany moduł (podobny do projektowanych przez NASA w ramach projektu Transhab oraz do pracującego na ISS modułu BEAM) do wykorzystania w celach komercyjnych, m.in. dla wynajmu agencjom kosmicznym różnych państw i przedsiębiorstwom w celu prowadzenia prac badawczych, a także jako hotel dla turystów kosmicznych.
B330 miał mieć łącznie z segmentem napędowym 16,88 m długości (po rozłożeniu modułu), szerokość 6,7 m, masę ok. 20 t, tak aby pomieścić 6-osobową załogę. Czas użytkowania modułu miał wynosić 20 lat. Po umieszczeniu na orbicie planowano, że zostanie nadmuchany, przez co uzyska 330 m³ kubatury (stąd "330" w nazwie modułu). Załogi miały być dowożone do stacji za pomocą prywatnych statków kosmicznych Starliner firmy Boeing lub Dragon firmy SpaceX.
Do celów testowych 12 lipca 2006 r. został wysłany w przestrzeń kosmiczną prototyp modułu stacji w skali 1:3 – Genesis I. W roku 2007 wystrzelono kolejny prototyp – Genesis II. Wyniesienie pierwszego modułu B330 na orbitę rakietą Atlas V planowano w 2020 r., po wejściu do służby prywatnych statków załogowych.